# Мемориал экипажу атомного подводного крейсера «Курск»
Мемориал экипажу атомного подводного крейсера «Курск» — памятник, установленный в Москве после катастрофы 12 августа 2000 года, когда во время военных учений затонула российская подводная лодка К-141 «Курск» Погибли все 118 человек, находившихся на борту.

## История возведения
Мемориал установлен в соответствии с указом президента Российской Федерации № 1577 Об увековечении памяти экипажа атомного подводного крейсера «Курск», подписанным 26 августа 2000 года. Памятник выполнен из бронзы, авторами работы являются скульптор Лев Ефимович Кербель и архитектор Игорь Николаевич Воскресенский. Эскизы памятника были готовы в 2001 году, однако возникли трудности с выделением необходимых на создание средств — 50 тысяч долларов: 20 тысяч на изготовление миниатюр, и 30 тысяч — на отливку полноразмерного монумента.
Открытие памятника состоялось 12 августа 2002 года, в день второй годовщины гибели корабля.

## Описание монумента
Монумент высотой 4,5 метра носит название «Скорбящий моряк», он установлен на улице Советской Армии, справа от входа в Центральный музей Вооружённых Сил, станция метро Достоевская. Монумент представляет собой фигуру моряка с бескозыркой в левой руке, вполоборота смотрящего вправо. За моряком, выплывая справа от него, находится идущая курсом на погружение подводная лодка, очертания которой, несмотря на стилизацию, схожи с обликом погибшего корабля. Памятник стоит на основании, выполненном в виде стилизованного Андреевского флага.
На постаменте памятника находится надпись

Памяти экипажа атомного подводного

крейсера "Курск", погибшего при

выполнении учебно-боевого задания.